# Nordic Optical Telescope
Nordic Optical Telescope (NOT) är ett astronomiskt  teleskop med 10-fots (2,56 m) objektivöppning beläget vid Roque de los Muchachos Observatory, på La Palma, den nordvästligaste ön i den spanska ögruppen Kanarieöarna. NOT är det högst belägna av teleskopen på La Palma. Projektet grundades av Danmark, Finland, Norge och Sverige år 1988 och invigdes officiellt under september 1989. Island tillkom som medlem 1997. Teleskopet har fått ge namn åt asteroiden 2857 NOT.
Regelbundna observationer påbörjades 1989. Den förste direktören var Arne Ardeberg. Tillgång ges direkt till astronomer i finansieringsländerna och av alla nationaliteter genom internationella tidsfördelningskommittéer.

## Beskrivning
Teleskopets huvudspegeln har en diameter på 2,56 meter. Den optiska formningen gjordes vid det optiska laboratoriet vid Tuorlaobservatoriet, på spegelämnen gjorda av Zerodur vid Schott Glaswerke i Mainz, Tyskland.
Medan NOT designades som ett passivt teleskop, med spegeln tillräckligt tjock för att behålla sin form även utan en aktiv återkopplingsslinga, var dess spegel utformad för att hängas på ett pneumatiskt stödsystem.  Formgivarna hade planerat att detta och spegelns flexibilitet skulle möjliggöra införandet av ett så kallat aktivt optiksystem, en funktion som då var under utveckling för ESO:s teleskop med ny teknik. År 1992 installerades ett sådant aktivt optiksystem vid NOT.

## Instrumentering
NOT använder tre instrument som ett i taget kan monteras under Cassegrain-fokus:
- ALFOSC: en CCD-kamera och spektrograf. Detta är ett mångsidigt instrument som får mest tid i fokus. Den innehåller en polarmetrimodul som gör att den kan användas för polarmetri och spektropolarmetri.

- NOTCam: en nära infraröd kamera och spektrograf.

- MOSCA: en 4-CCD mosaikkamera, med hög effektivitet i den blå änden av spektrumet.

Det finns ytterligare två instrument, permanent monterade på en särskild  Cassegrain-konfiguration. Infällbara vikspeglar gör det möjligt att växla på kort tid från huvudinstrumentet till någon av dessa.
- FIES: en korsdisperserad högupplöst echellespektrograf, isolerad från termisk och mekanisk instabilitet. Detta är det senaste tillskottet till teleskopet.
- StanCam: en 1 Megapixel CCD-kamera. Mindre känslig än ALFOSC, och med ett mindre synfält, fungerar den som en följare för NOTCam (som tillhandahåller optisk fotometri) eller för att reagera på "mål för möjligheter"-program när varken ALFOSC eller MOSCA är monterade.

### Gästinstrument
NOT har varit värd för ett antal instrument med "besökare"-status.
- TURPOL: UBVRI Fotopolarimeter. TURPOL har varit på NOT sedan början, men det är inte tillgängligt som en del av den allmänna instrumentuppsättningen.
- PolCor: en kombinerad "Lucky" imager, polarimeter och koronagraf
- LuckyCam: CCD-kamera med hög bildhastighet, låg ljudnivå för "Lucky" imager.
- SOFIN: Högupplöst CCD-spektrograf. Detta instrument användes första gången 1991 och fanns under många år på NOT men avvecklades slutligen under 2014.

### Kommande instrument
Ett nytt instrument för NOT är för närvarande under utveckling, under arbetsnamnet NTE. Detta nya instrument är tänkt att monteras permanent i Cassegrain-fokus, vilket ger avbildnings- och spektroskopiska funktioner både i hela det optiska och nära infraröda området.